# Frederick Soddy
Frederick Soddy   (Eastbourne, 2 de setembre de 1877 - Brighton, 22 de setembre de 1956) fou un radioquímic anglès que va explicar, amb Ernest Rutherford, que la radioactivitat es deu a la transmutació d'elements, que ara se sap que implica reaccions nuclears. També va demostrar l'existència d'isòtops de certs elements radioactius. Era un polímata que dominava la química, la mecànica estadística, les finances i l'economia.
Fou guardonat amb el Premi Nobel de Química l'any 1921.

## Biografia
Soddy va néixer a 6 Bolton Road, Eastbourne, Anglaterra, fill de Benjamin Soddy, comerciant de blat de moro, i la seva dona Hannah Green. Va estudiar a l’Eastbourne College, abans d'estudiar a la University College of Wales a Aberystwyth i al Merton College, Oxford, on es va graduar el 1898 amb honors de primera classe en química. Va ser investigador a Oxford de 1898 a 1900.

## Carrera científica
Entre 1900 i 1902 fou professor de química a la Universitat McGill de Mont-real (Canadà), on va treballar amb Ernest Rutherford en radioactivitat. Ell i Rutherford es van adonar que el comportament anòmal dels elements radioactius era perquè es desintegraven en altres elements. Aquesta desintegració també va produir radiació alfa, beta i gamma. Quan es va descobrir la radioactivitat, ningú estava segur de quina era la causa. Necessitaria un treball acurat de Soddy i Rutherford per demostrar que la transmutació atòmica s'estava produint de fet.
El 1903, amb Sir William Ramsay al University College de Londres, Soddy va demostrar que la descomposició del radi produïa gas heli. A l'experiment, es va incloure una mostra de radi en un sobre de vidre de parets primes situat dins d'una bombeta de vidre evacuada. Després de deixar l'experiment en marxa durant un llarg període, una anàlisi espectral del contingut de l'antic espai evacuat va revelar la presència d'heli. Més tard, el 1907, Rutherford i Thomas Royds van demostrar que l'heli es va formar per primera vegada com a nuclis d'heli carregats positivament (He2+) que eren idèntics a les partícules alfa, que podien passar a través de la paret de vidre prima, però que estaven contingudes dins de l'embolcall de vidre circumdant.
De 1904 a 1914, Soddy va ser professor a la Universitat de Glasgow. Ruth Pirret va treballar com a ajudant d'investigació durant aquest temps. El maig de 1910 Soddy va ser escollit membre de la Royal Society. El 1914 va ser nomenat per a una càtedra a la Universitat d'Aberdeen, on va treballar en investigacions relacionades amb la Primera Guerra Mundial.
El 1913, Soddy va demostrar que un àtom es mou en nombre atòmic més baix en dos llocs en l'emissió alfa, més en un lloc en l'emissió beta. Això va ser descobert aproximadament a la mateixa època per Kasimir Fajans, i es coneix com la llei de desplaçament radioactiu de Fajans i Soddy, un pas fonamental cap a la comprensió de les relacions entre famílies d'elements radioactius. El 1913 Soddy també va descriure el fenomen en què un element radioactiu pot tenir més d'una massa atòmica encara que les propietats químiques són idèntiques. Va anomenar aquest concepte isòtop que significa «mateix lloc». La paraula li va ser suggerida inicialment per Margaret Todd. Més tard, JJ Thomson va demostrar que els elements no radioactius també poden tenir múltiples isòtops.
El treball que Soddy i la seva ajudant d'investigació Ada Hitchins van fer a Glasgow i Aberdeen van demostrar que l'urani es desintegra en radi.
Soddy va publicar The Interpretation of Radium (1909) i Atomic Transmutation (1953).
El 1918, treballant amb John Arnold Cranston, va anunciar el descobriment d'un isòtop de l'element anomenat més tard protoactini. Això va ser lleugerament posterior al seu descobriment pels alemanys Lise Meitner i Otto Hahn; tanmateix, es diu que el seu descobriment es va fer l'any 1915, però el seu anunci es va retardar perquè les notes de Cranston van ser tancades mentre estava en servei actiu a la Primera Guerra Mundial.
El 1919 es va traslladar a la Universitat d'Oxford com a primer professor de Química del Dr. Lee, on, durant el període fins al 1936, va reorganitzar els laboratoris i el pla d'estudis de química. Va rebre el Premi Nobel de Química l'any 1921 per les seves investigacions sobre la desintegració radioactiva i particularment per la seva formulació de la teoria dels isòtops.
El seu treball i els seus assaigs que van popularitzar la nova comprensió de la radioactivitat van ser la principal inspiració per a The World Set Free (1914) de H.G. Wells, que presenta bombes atòmiques llançades des de biplans en una guerra ambientada molts anys en el futur. La novel·la de Wells també es coneix com L'última guerra i imagina un món pacífic que emergeix del caos. A Wealth, Virtual Wealth and Debt, Soddy elogia The World Set Free de Wells. També diu que els processos radioactius probablement alimenten les estrelles.

## Recerca científica
L'any 1902 durant la seva estada a la Universitat McGill de Mont-real treballa al costat d'Ernest Rutherford al voltant de la radioactivitat, arribant a la conclusió que les emanacions de tori són àtoms radioactius i que la radioactivitat ve acompanyada d'una desintegració dels elements. El comportament anòmal d'elements radioactius era a causa de la seva transformació en altres elements, els quals produïen radiacions alfa, beta i gamma. L'any 1903, al costat de William Ramsay, va verificar que la desintegració del radi produïa heli.
Durant la seva estada a la Universitat de Glasgow va demostrar que l'urani es transformava en radi, demostrant així mateix que els elements radioactius poden tenir més d'un pes atòmic encara que les seves propietats químiques siguin idèntiques, anomenat aquest concepte amb el nom d'isòtop. Posteriorment va demostrar que també els elements químics no radioactius poden tenir múltiples isòtops, i que un àtom pot moure's cap avall dos llocs en el seu pes atòmic emetent radiació alfa i un cap amunt emetent radiació beta. Això va suposar un pas fonamental en el coneixement de la relació entre les famílies d'elements radioactius. Aquestes investigacions van permetre el descobriment de l'element radioactiu anomenat protoactini, que van realitzar independentment Soddy a Anglaterra i Otto Hahn i Lise Meitner a Alemanya.
A la Universitat d'Aberdeen va realitzar investigacions relacionades amb la Primera Guerra Mundial. El 1921 va ser guardonat amb el Premi Nobel de Química per la seva contribució al coneixement de la química radioactiva i les investigacions sobre l'existència i naturalesa dels isòtops.
Va escriure també The Interpretation of Radium (1922), The Story of Atomic Energy (1949) i Atomic Transmutation (1953).

## Economia
Es va interessar també per la tecnocràcia i els moviments socials, que va reflectir en el seu llibre Money versus Man (1933).
En quatre llibres escrits des del 1921 fins al 1934, Soddy va dur a terme una "campanya per a una reestructuració radical de les relacions monetàries globals", oferint una perspectiva sobre l'economia arrelada a la física (les lleis de la termodinàmica, en particular) i va ser "rebutjat rotundament com un sonat". Tot i que la majoria de les seves propostes: "abandonar el patró or, deixar flotar els tipus de canvi internacionals, utilitzar els excedents i dèficits federals com a eines de política macroeconòmica que puguin contrarestar les tendències cícliques i establir oficines d'estadístiques econòmiques (inclòs un índex de preus al consum) per tal de facilitar aquest esforç" ara són pràctiques convencionals, la seva crítica al sistema de reserva fraccional "encara queda fora dels límits de la saviesa convencional", tot i que un article recent del FMI va revitalitzar les seves propostes. Soddy va escriure que els deutes financers van créixer exponencialment a interès compost, però l'economia real es basava en existències esgotables de combustibles fòssils. L'energia obtinguda dels combustibles fòssils no es pot tornar a utilitzar. Aquesta crítica al creixement econòmic ha estat adoptada pels seus hereus intel·lectuals en l'actual camp emergent de l'economia ecològica.
El New Palgrave Dictionary of Economics, un text de referència influent en economia, va reconèixer a Soddy com un "reformador" pels seus treballs sobre reformes monetàries.

## Visions polítiques
A Wealth, Virtual Wealth and Debt, Soddy va citar els Protocols of the Learned Elders of Zion com a prova de la creença, relativament estesa en aquell moment, d'una "conspiració financera per esclavitzar el món". Els Protocols van ser àmpliament difosos per Henry Ford als Estats Units. Va afirmar que "Un sistema monetari corrupte ataca la vida mateixa de la nació". Més tard va publicar el fulletó Abolir els diners privats o ofegar-se en deutes (1939).

La influència de la seva escriptura es pot mesurar, per exemple, en aquesta cita d'Ezra Pound:
| « | "El professor Frederick Soddy afirma que el sistema monetari Gold Standard ha destrossat una era científica!... Els banquers del món... no s'han conformat amb prendre la seva part de la producció de riquesa moderna, per gran que ha estat, però s'han negat a permetre que les masses de la humanitat rebin la seva." | » |

Encara que alguns activistes han acusat de manera insubstancial a Soddy d'antisemitisme, la majoria dels seus biògrafs discuteixen aquesta opinió i argumenten que entre els amics i estudiants de Soddy hi havia alguns jueus que tenien opinions positives sobre ell. Entre aquests amics hi ha Kasimir Fajans, un físic jueu polonès que va treballar tant amb Ernest Rutherford com amb Soddy.

## Teorema de Descartes
Va redescobrir el teorema de Descartes el 1936 i el va publicar com un poema, "El petó precís", citat al Problema d'Apol·loni. Els cercles de petons d'aquest problema de vegades es coneixen com a cercles de Soddy.

## Honors i premis
Va rebre el Premi Nobel de Química el 1921 i el mateix any va ser elegit membre del Comitè Internacional de Peses Atòmics. Un petit cràter a la cara oculta de la Lluna, així com el mineral radioactiu d'urani Soddyita porten el seu nom. L'autor HG Wells va dedicar la seva novel·la El món en llibertat a la interpretació del radi de Soddy (1909).

## Vida personal
El 1908, Soddy es va casar amb Winifred Moller Beilby (1885-1936), filla del químic industrial Sir George Beilby i Lady Emma Bielby, una filantropa de les causes de les dones. La parella va treballar junts i va publicar conjuntament un article el 1910 sobre l'absorció dels raigs gamma del radi. Va morir a Brighton, Anglaterra, el 1956, vint dies després del seu 79è aniversari.

## Obres
- Radioactivity (1904)
- The Interpretation of Radium (1909)
- Matter and Energy (1911), second edition (2015)
- The Chemistry of the Radio-elements (1915)
- Science and life: Aberdeen addresses (1920)
- Cartesian Economics: The Bearing of Physical Science upon State Stewardship (1921)
- Science and Life Wealth, Virtual Wealth, and Debt Money versus Man etc (1921)
- Nobel Lecture – The origins of the conception of isotopes (1922)
- Wealth, Virtual Wealth and Debt. The solution of the economic paradox (George Allen & Unwin, 1926)
- The wrecking of a scientific age (1927)
- The Interpretation of the Atom (1932)
- Money versus Man (1933)
- The Role of Money (London: George Routledge & Sons Ltd, 1934) at Internet Archive.org, second edition (2015)
- Money as nothing for something ; The gold "standard" snare (1935)
- Abolish Private Money, or Drown in Debt (1939)
- Present outlook, a warning : debasement of the currency, deflation and unemployment (1944)
- The Story of Atomic Energy (1949)
- Atomic Transmutation (1953)